# Limenitis levicula
Limenitis levicula är en fjärilsart som beskrevs av Hans Fruhstorfer 1915. Limenitis levicula ingår i släktet Limenitis och familjen praktfjärilar. Inga underarter finns listade i Catalogue of Life.